# Nemyriv
Nemyriv (em ucraniano:  Немирів, em russo:  Немирoв, em polonês/polaco:  Niemirów) é uma cidade da Ucrânia, situada no Oblast de Vinnytsia. Tem 10,923 km² de área e sua população em 2020 foi estimada em 11.588 habitantes.